# Katarina Schmidt
Katarina Schmidt (* 1988 in Darmstadt) ist eine deutsche Schauspielerin.

## Leben
Aufgewachsen in Mainz, studierte Katarina Schmidt nach dem Abitur an der Wiesbadener Schule für Schauspiel bis zum Abschluss im Dezember 2011.
In der Saison 2012/2013 wirkte Schmidt in einer Chorrolle an Günter Krämers Inszenierung von Johann Wolfgang Goethes Faust. Der Tragödie zweiter Teil am Schauspiel Frankfurt mit. Ebenfalls in der Saison 2012/2013 spielte sie den Jim Knopf in Michael Endes Jim Knopf und die Wilde 13 in der Inszenierung von Carola Moritz in Der Katakombe Frankfurt. Bei den Brüder-Grimm-Märchenfestspielen Hanau übernahm sie in der Saison 2014 zum einen die Titelrolle in Heinrich von Kleists Das Käthchen von Heilbronn unter der Regie von Frank-Lorenz Engel und zum anderen in Frank-Lorenz Engels Es war einmal die Rollen der Heidi und der Frau Holle sowie – als Puppenspielerin – der Schlange Minerva unter der Regie von Jan Radermacher.  Im Oktober 2014 gab sie die Dirne in Willy Pramls Inszenierung von Arthur Schnitzlers Reigen mit dem Theater Willy Praml im Grandhotel Hessischer Hof in Frankfurt.
Bereits seit ihrem Studium tritt Schmidt sowohl in Fernsehserien wie Der Staatsanwalt und Ein Fall für zwei in Nebenrollen als auch in Kurzfilmen auf.
Schmidt engagiert sich außerdem im Projekt Leseritter der Wiesbaden Stiftung, durch das Schüler befähigt werden sollen, anderen vorzulesen.